# Garzaia di Carisio
Garzaia di Carisio este o arie protejată (arie specială de conservare — SAC, sit de importanță comunitară — SCI, arie de protecție specială avifaunistică — SPA) din Italia întinsă pe o suprafață de 103 ha, integral pe uscat.

## Localizare
Centrul sitului Garzaia di Carisio este situat la coordonatele 45°25′21″N 8°12′01″E / 45.4225°N 8.2003°E.

## Înființare
Situl Garzaia di Carisio a fost declarat sit de importanță comunitară în septembrie 1995 pentru a proteja 1 specie de plante și 10 specii de animale. Alte tipuri de protecție:
- arie de protecție specială avifaunistică (în august 2000)[2]
- arie specială de conservare (în februarie 2017)[1][3][4]

## Biodiversitate
Situată în ecoregiunea continentală, aria protejată conține 3 habitate naturale: Păduri aluvionare cu Alnus glutinosa și Fraxinus excelsior (Alno-Padion, Alnion incanae, Salicion albae), Râuri cu maluri nămoloase cu vegetație de Chenopodion rubri p.p. și Bidention p.p., Liziere de ierburi înalte hidrofile de câmpie și de nivel montan până la alpin.
La baza desemnării sitului se află mai multe specii protejate:
- plante (1): Eleocharis carniolica
- păsări (9): pescăruș albastru (Alcedo atthis), stârc cenușiu (Ardea cinerea), stârc galben (Ardeola ralloides), Bubulcus ibis, erete vânăt (Circus cyaneus), egretă mică (Egretta garzetta), sfrâncioc roșiatic (Lanius collurio), gaia neagră (Milvus migrans), stârc de noapte (Nycticorax nycticorax)
- amfibieni (1): Triturus carnifex

Pe lângă speciile protejate, pe teritoriul sitului au mai fost identificate 3 specii de amfibieni, 3 specii de nevertebrate, 3 specii de reptile.